# Oberleichtersbach
Oberleichtersbach è un comune tedesco di 2 106 abitanti, situato nel land della Baviera.